# 梅村大

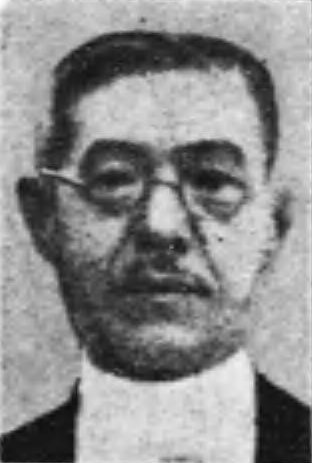
梅村大

梅村 大（うめむら だい、1875年（明治8年）11月14日 - 1951年（昭和26年）1月20日）は、日本の衆議院議員（立憲政友会）、弁護士。

## 経歴
秋田県秋田郡扇田村（現在の大館市）出身。東京法学院（現在の中央大学）を卒業。青森市で弁護士を開業し、青森弁護士会長に選ばれた。青森市会議員、青森県会議員、同参事会員に選出された。
1932年（昭和7年）、第18回衆議院議員総選挙に出馬し、当選を果たした。